# Stepań
Stepań (ukr. Степань) – osiedle typu miejskiego w rejonie sarneńskim obwodu rówieńskiego, nad rzeką Horyń.

## Historia
Stepań został założony w 1290. Był kolejno własnością Holszańskich, Dubieńskich, Ostrogskich, Zasławskich, Sanguszków, Lubomirskich, Potockich, hrabiów Worcellów i innych.
Świadectwem różnorodności była duża liczba sąsiadujących budowli sakralnych: kościoła, synagogi i czterech cerkwi. Najpóźniej w 1505 w Stepaniu ufundowany został męski klasztor prawosławny, który przestał istnieć po tym, gdy synowie Konstantego Wasyla Ostrogskiego przyjęli katolicyzm i przestali się nim opiekować. Wzniesiony w 1613 drewniany katolicki kościół w Stepaniu był fundacją Janusza Ostrogskiego, głowy rodu po śmierci Konstantego. W 1803 Stanisław Worcell ufundował nowy, murowany kościół pw. Św. Michała Archanioła. W XVIII w. zrujnowany został zamek. W 1739 roku należał wraz z folwarkiem do klucza Stepań Lubomirskich.
Prywatne miasto szlacheckie położone było w XVI wieku w województwie wołyńskim.
XX w. przyniósł kolejne zniszczenia:
- cerkiew pw. Wniebowzięcia Najświętszej Maryi Panny[potrzebny przypis] spłonęła na początku XX wieku
- kościół pw. św. Michała Archanioła wysadziła w 1943 Ukraińska Powstańcza Armia
- synagoga po II wojnie św. została zamieniona na magazyn, a w latach 70. XX w. zrujnowana
- cerkiew pw. Przemienienia Pańskiego została zniszczona w ciągu jednej sierpniowej nocy 1961 przez specjalnie dla tego zebranych rezerwistów, komsomolców i budowlańców z pobliskich wsi.

W II Rzeczypospolitej miejscowość była siedzibą gminy wiejskiej Stepań w powiecie rówieńskim, a od 1 stycznia 1925 – kostopolskim województwa wołyńskiego. 30 maja 1925 w mieście wybuchł pożar, który strawił ⅓ miasta.
Na wiadomość o wkroczeniu do Polski 17 września 1939 wojsk sowieckich, uzbrojeni Ukraińcy (i kilku Żydów) brutalnie aresztowało kilkudziesięciu Polaków pełniących różne funkcje w Stepaniu oraz uciekinierów z Polski centralnej, i zamknęli ich na opanowanym posterunku policji, po czym sterroryzowali miasteczko. 19 września, po walce, miasteczko zostało uwolnione od dywersantów przez wycofujące się na zachód jednostki WP i KOP-u.
3 lipca 1941 miasteczko zajął Wehrmacht. W październiku 1941 w Stepaniu zostało utworzone getto, w którym zgromadzono Żydów z gmin Stepań i Stydyń. W nocy z 21 na 22 sierpnia 1942 Niemcy wspólnie z policją ukraińską zlikwidowali getto. Żydów w liczbie około 1500 przewieziono pod Kostopol i tam rozstrzelano; zdołało zbiec kilkaset osób. W latach 1939–1943 w różnych napadach Ukraińców na Polaków w Stepaniu zginęły co najmniej 24 osoby. Po jednym z mordów w kwietniu 1943 Polacy przenieśli się do Huty Stepańskiej. Niedługo potem upowcy wysadzili kościół pw. Św. Michała Archanioła.
W czasie okupacji niemieckiej mieszkająca tutaj ukraińska rodzina Szyrków ukrywała Żydów Josela Magida i jego syna Herszela. W 2001 roku Instytut Jad Waszem uhonorował za to tytułami Sprawiedliwych wśród Narodów Świata Pyłypa i Nadiję Szyrków.
W 1989 liczyło 4536 mieszkańców.
17 lipca 2011 ukraińscy nacjonaliści nie dopuścili do poświęcenia krzyża, który stanął na miejscu zniszczonego kościoła. Podczas manifestacji padały antypolskie hasła. Specjalna jednostka policji starała się nie dopuścić do zamieszek, szczególnie, gdy inna grupa mieszkańców Stepania stanęła w obronie Polaków.
W 2013 liczyło 4173 mieszkańców.

## Zabytki
- pozostałości gotyckiego zamku[14] z XVI w., w stepańskim zamku w różnych okresach gościli król Polski Stefan Batory, hetman koronny Stefan Czarniecki, król Szwecji Karol XII i car Rosji Piotr I Wielki

- cerkiew prawosławna św. Trójcy wybudowana w 1759 r., własność Patriarchatu Moskiewskiego (eparchia sarneńska)

## Sanatorium
Stepań znajduje się na liście miejscowości uzdrowiskowych Ukrainy. W miejscowości funkcjonuje zespół sanatoryjno-wypoczynkowy Horyń (wody lecznicze).

## Urodzeni
- Piotr Dachowski – polski inżynier, kawaler Orderu Odrodzenia Polski. Odznaczony Krzyżem Zesłanych.
- Adam Englert – polski doktor historii, podpułkownik żandarmerii Wojska Polskiego II RP
- Florian Władysław Szulc – major piechoty Wojska Polskiego, ofiara zbrodni katyńskiej
- Stanisław Worcell – polski działacz polityczny, publicysta